# Duffey Lake Park
Duffey Lake Park är en park i Kanada.   Den ligger i provinsen British Columbia, i den sydvästra delen av landet, 3 500 km väster om huvudstaden Ottawa. Duffey Lake Park ligger 1 395 meter över havet. Den ligger vid sjön Duffey Lake.
Terrängen runt Duffey Lake Park är varierad. Duffey Lake Park ligger nere i en dal. Trakten runt Duffey Lake Park är nära nog obefolkad, med mindre än två invånare per kvadratkilometer.. Det finns inga samhällen i närheten. 
Trakten runt Duffey Lake Park består i huvudsak av gräsmarker.